# Ceratopetalum macrophyllum
Ceratopetalum macrophyllum är en tvåhjärtbladig växtart som beskrevs av R.D. Hoogland. Ceratopetalum macrophyllum ingår i släktet Ceratopetalum och familjen Cunoniaceae. Inga underarter finns listade i Catalogue of Life.